# Almak's
Almack's Assembly Rooms foi um dos primeiros clubes mistos de Londres. 
Apenas um número limitado de integrantes da alta classe britânica era aceita nesse clube exclusivo. Durante o período da regência os mais importantes espaços para os encontros da sociedade eram as grandes casas aristocráticas e os clubes privados e o Almak’s era requisito para que um nobre fizesse parte da Ton.

## História
O Almack’s foi fundado em 20 de Fevereiro de 1765 na King Street, St. James, em Londres. Criado por William Macall que, para evitar o ônus de um nome escocês, então considerados estrangeiros, inverteu as sílabas.  
Desde o inicio, Almack’s foi regido por uma comissão das mais influentes e exclusivas Senhoras da ton, conhecidas como Matronas do Almack’s. Em diferentes períodos da longa história do clube, havia seis ou sete delas. Em 1814, elas foram:
- Anne Stewart, Marchioness of Londonderry, mais conhecida como Viscondessa de Castlereagh.

- Sarah Villiers, Condensa de Jersey

- Lady Cowper (mais tarde casada Lord Palmerston)

- Lady Sefton

- Senhora Drummond-Burrel (cujo marido, um notável dandy, tornou-se barão Gwydyr depois de 1816)

- Condensa de Lieven (esposa do embaixador russo)

- Princesa Esterhazy (esposa do embaixador austríaco)

Estas senhoras criaram um local de bailes exclusivos, realizados numa quarta-feira à noite (a única atividade do clube). A entrada no Almak’s era permitida a um seleto grupo que tinha o privilégio de poder adquirir um convite anual e intransmissível, com o custo de dez guineas (uma Guiné sendo um pouco mais do que uma libra esterlina).
Não ter um convite do Almak’s significa ficar em uma posição delicada diante da ton, e fazia com que o nobre não fosse convidado para as mais importantes festas e bailes da temporada. Isto é, não se aceito no Almack’s era uma verdadeira catástrofe para a colocação de um aristocrata perante a sociedade.
As matronas se reuniam todas as segundas-feiras da temporada (Abril a Agosto) para decidir se mais alguém deveria ser adicionado ou retirado do Almak’s. 
O dinheiro nunca foi um elemento fundamental para ser um membro do Almack's. A recomendação de umas das matronas e um compormento adequado eram mais valorizados. Um exemplo foi o poeta irlandês Thomas Moore que mesmo não tendo nem um tostão teve direito a frequentar o clube e por seu estilo e posição na ton, se tornou um importante membro do clube.  
As pessoas iam ao Almack’s para ver e ser visto e assim subir na escala social. Secundariamente o Almack serviu como um “Mercado de Casamentos”. As mães das jovens debutantes procuravam garantir um convite ao Almack’s pois sabiam que sem ele seria muito difícil que suas filhas recém-apresentadas fizessem um bom casamento. 
O edifico original foi construído no estilo Palladian. Além  dos salões de baile e de ceia o Almack’s possuía também salas de jogos para aqueles que preferiam jogar cartas ao invés de dançar.
Em 1871 o novo dono do Almack’s mudou seu nome para Willis's Rooms&reg.

## Atualmente
Hoje um prédio comercial foi construído no local do antigo clube e uma placa de latão no arranha-céu indica o local onde por anos funcionou um dos clubes que ditavam a moda do Período Regencial Inglês.